# 汪洋 (1913年)
汪洋（1913年—1942年10月17日），字誠齋，號洪波，原名汪之正、又名汪波，山東省東阿縣夹河乡（今属河南省台前縣）人。1942年10月17日早晨，汪洋在率兵突圍時，因寡不敵眾而負傷犧牲。

## 生平
1919年，汪洋進入公立高級小學堂就讀。1931年秋天，考入濟南山東省立第一鄉村師範學校，九一八事變發生後，與濟南多所學校共同組成的請願團前往南京國民政府請願。畢業後，任教於多所學校。1936年12月加入中國共產黨，同年考入西安東北軍學兵隊。1937年盧溝橋事變後，抗日戰爭全面爆發，汪洋奉命與谷牧共同組織抗日武裝。1938年年初，組建抗日武裝十字路抗日游擊大隊，同年二月編入八路軍山東縱隊第四支隊第三團，汪洋擔任團長兼政務委員。7月，第三團與第二團合併，汪洋改任政務委員，轉戰魯中、魯南地區，因戰功卓著，被中共苏鲁豫皖边区省委命名為「鋼二團」。
1940年9月，第一支隊、第四支隊合併為八路軍山東縱隊第1旅，汪洋擔任政治部主任。百團大戰中，汪洋率領第一旅在山東省萊蕪及博山一帶發動攻擊。1941年8月，八路軍山東縱隊第4旅成立，汪洋擔任政治委員。同年秋天，汪洋帶領軍隊收復了魯中抗日根據地。1942年3月，汪洋任魯中軍區第1軍分區政治委員。1942年10月16日晚間，日軍率領六千多人兵分六路向汪洋駐地萊蕪北部山區襲來，汪洋帶領三百餘人突圍。10月17日拂曉，在激戰中因寡不敵眾，汪洋負傷犧牲。
2014年9月1日，汪洋被列入中華人民共和國民政部公布的第一批著名抗日英烈和英雄群體名錄中。